# Franco Franchi
Franco Franchi   (Sant'Omero, 1 de setembre de 1923 - Alba Adriatica, 29 d'octubre de 2018) va ser un ciclista italià que fou professional entre 1949 i 1955. Era germà del també ciclista Bertino Franchi.
En el seu palmarès destaca una victòria d'etapa al Giro d'Itàlia de 1950.

## Palmarès
- 1950
  - 1r al Gran Premi Massaua-Fossati
  - Vencedor d'una etapa al Giro d'Itàlia
- 1954
  - 1r al Giro Ciclistico del Cigno

### Resultats al Giro d'Itàlia
- 1949. 15è de la classificació general
- 1950. 22è de la classificació general. Vencedor d'una etapa
- 1951. 36è de la classificació general
- 1952. 49è de la classificació general
- 1953. 37è de la classificació general
- 1954. 23è de la classificació general

### Resultats al Tour de França
- 1951. 29è de la classificació general
- 1952. 27è de la classificació general